# Iwan Anglezio
Iwan Diemjanowicz Anglezio, ros. Иван Демьянович Англезио (ur. 23 marca 1904, zm. 20 września 1988 w USA) – kolaborant podczas II wojny światowej, emigrant.
Pochodził z rodziny pochodzenia włoskiego. W latach 30. mieszkał mieście Krasnyj Łucz na Donbasie. Pracował w kopalni. W 1938 r. NKWD zagroziła mu deportacją z ZSRR, jeśli nie przyjmie obywatelstwa radzieckiego, co zrobił w 1939 r. Po zajęciu rodzinnego miasta przez wojska niemiecko-włoskie latem 1942 r., został jego burmistrzem. Pełnił tę funkcję do marca 1943 r., kiedy nastąpił odwrót Niemców. Do 1944 r. był rejonowym kierownikiem rejonu chłopskiego w obwodzie nikołajewskim. Następnie ewakuował się do III Rzeszy. Po zakończeniu wojny uniknął deportacji do ZSRR. Zamieszkał w Salzburgu. W 1956 r. wyemigrował do USA, gdzie żył we Framingham.